# John Ballard (jesuitpräst)
John Ballard, död 20 september 1586, var en engelsk jesuitpräst känd för sin inblandning i ett mordförsök på Elisabet I. 
Ballard övertalade adelsmannen Anthony Babington att delta i en sammansvärjning, som kom att kallas Babingtonsammansvärjningen, i syfte att störta och/eller mörda drottning Elisabet I och ersätta henne på tronen med den katolska Maria Stuart. John Ballard och de andra konspiratörerna avslöjades av Francis Walsingham och dömdes till döden genom hängning, dragning och fyrdelning för förräderi och för att konspirerat mot Kronan. 
I filmen Elizabeth (1998) porträtteras Ballard av Daniel Craig, även om historiska fakta inte stämmer, filmen snarare beskriver Ridolfisammansvärjningen än Babingtonsammansvärjningen.